# 海達爾帕夏車站

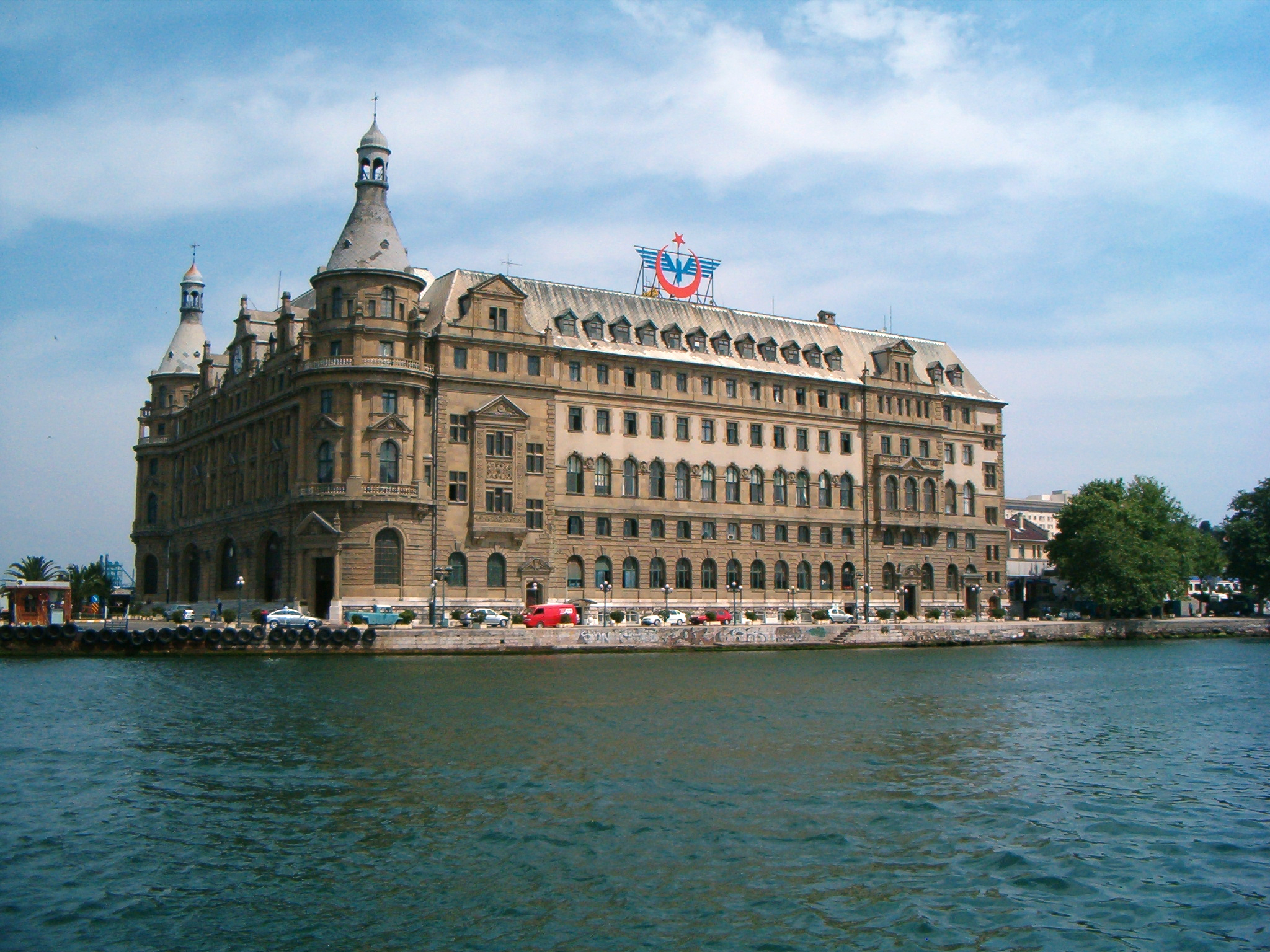
海達爾帕夏車站（2007年）

海達爾帕夏車站（土耳其語：Haydarpaşa Garı）是土耳其最大城市伊斯坦堡的兩個主要火車站之一，位於博斯普魯斯海峽以東。始建於1872年，目前建築1909年啟用。
是伊斯坦堡－安卡拉幹線的西部終點站，也是巴格達鐵路和漢志鐵路的終點站。有火車渡輪橫跨海峽到達歐洲一方的錫爾凱吉車站。
2010年11月28日，正在進行修復工程的車站發生火災，屋頂和四樓損毀。

## 圖集

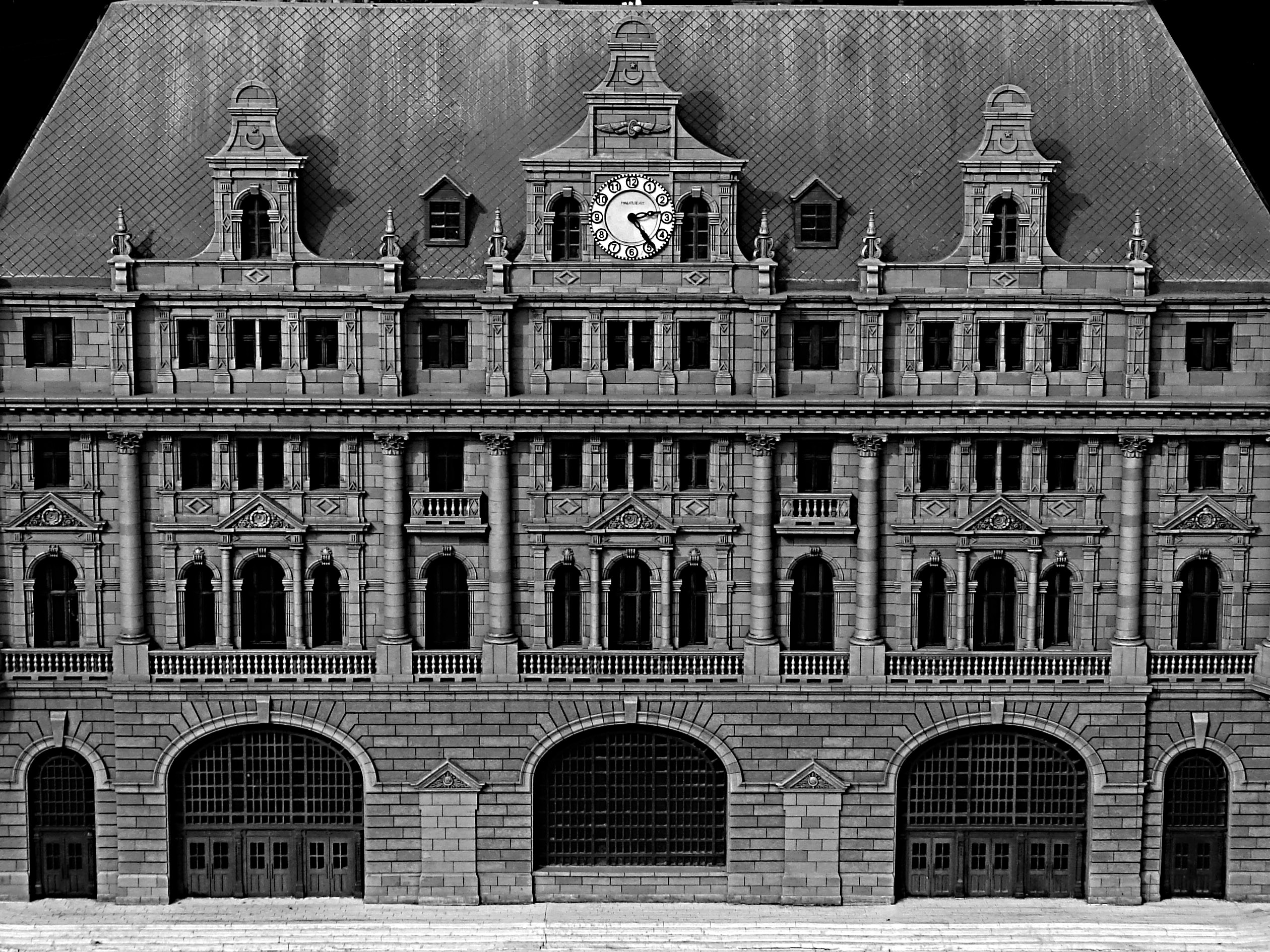
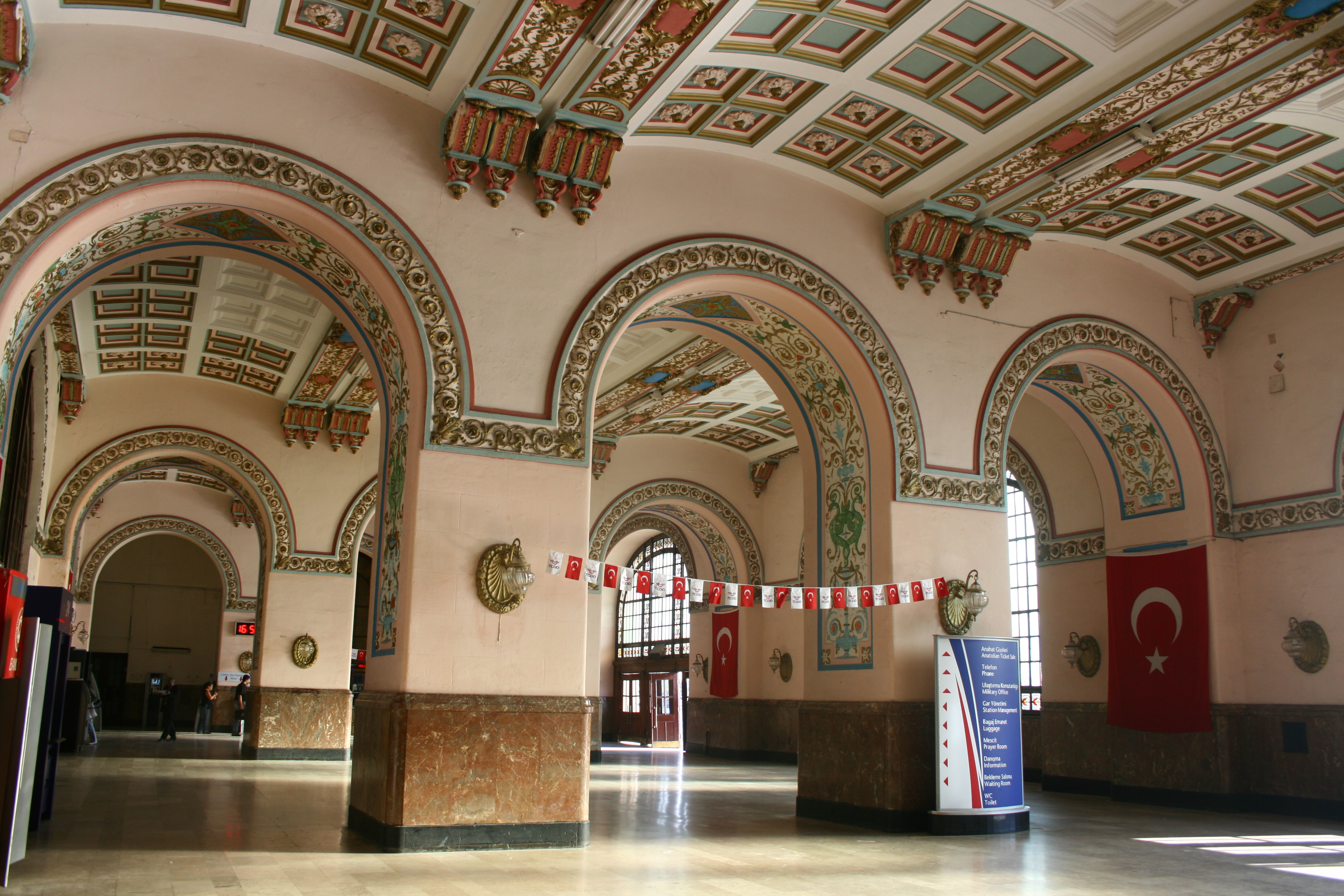
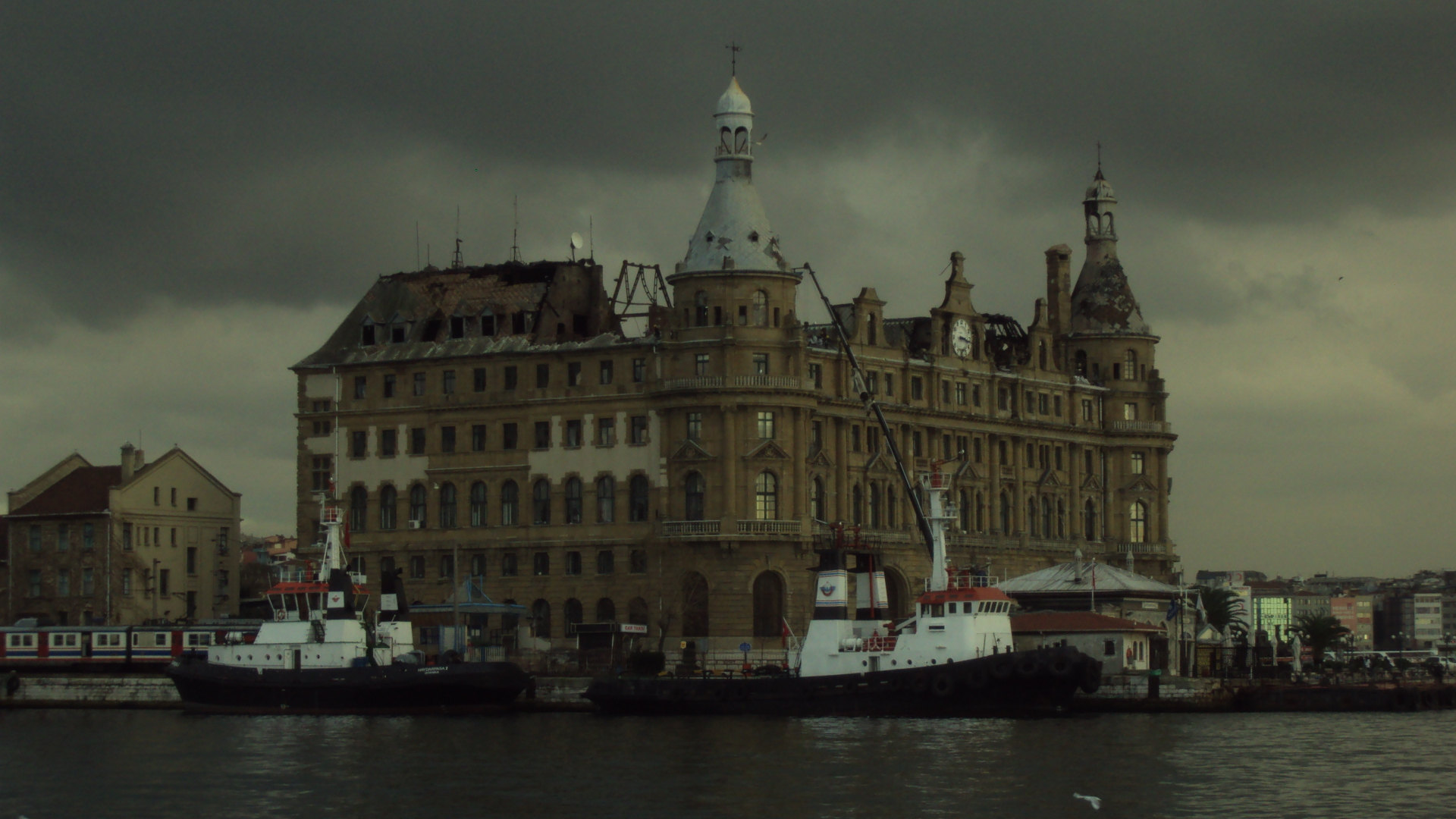
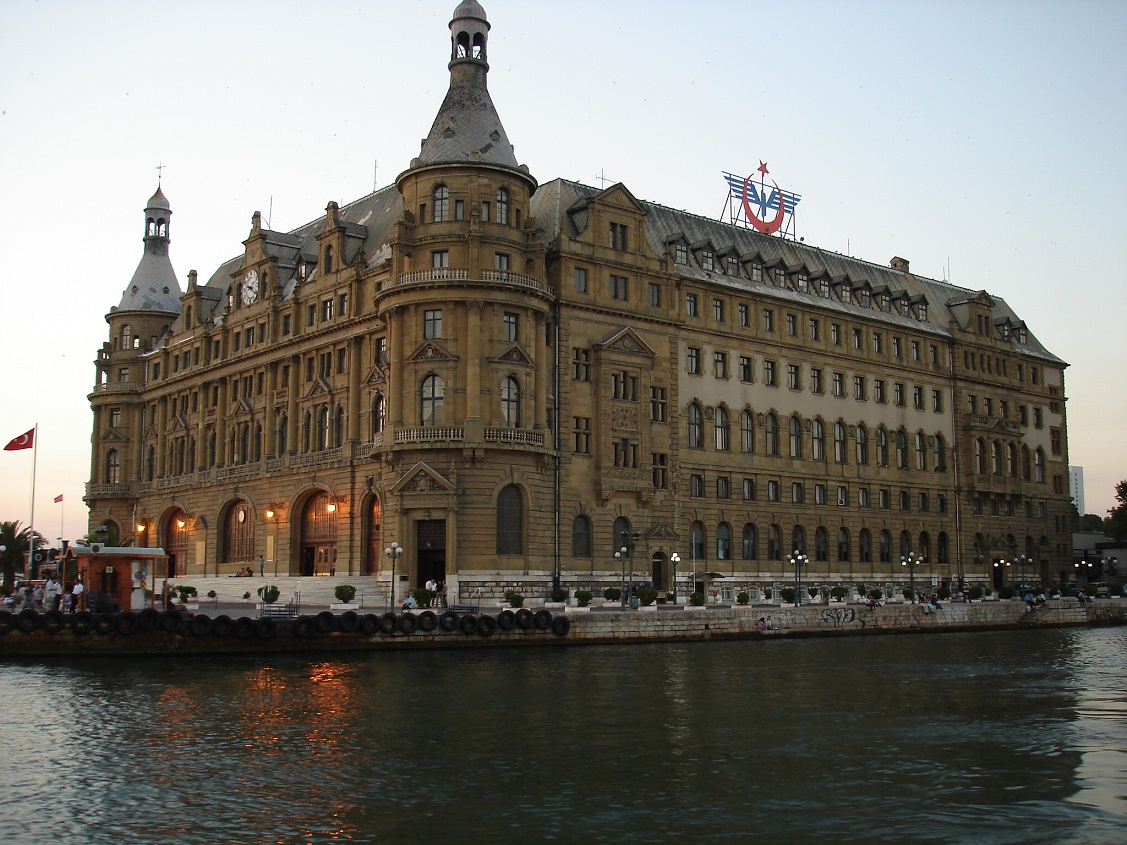
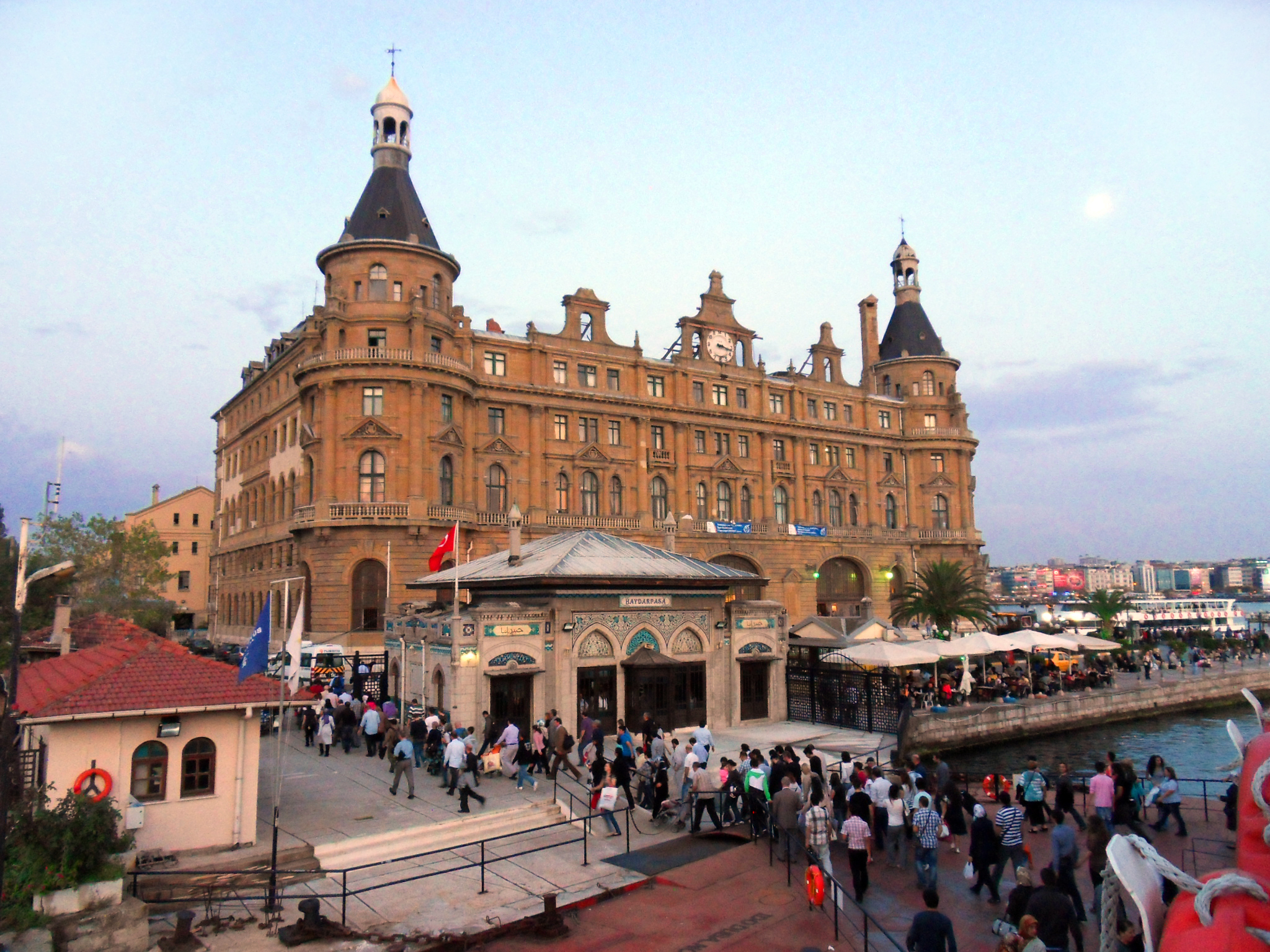
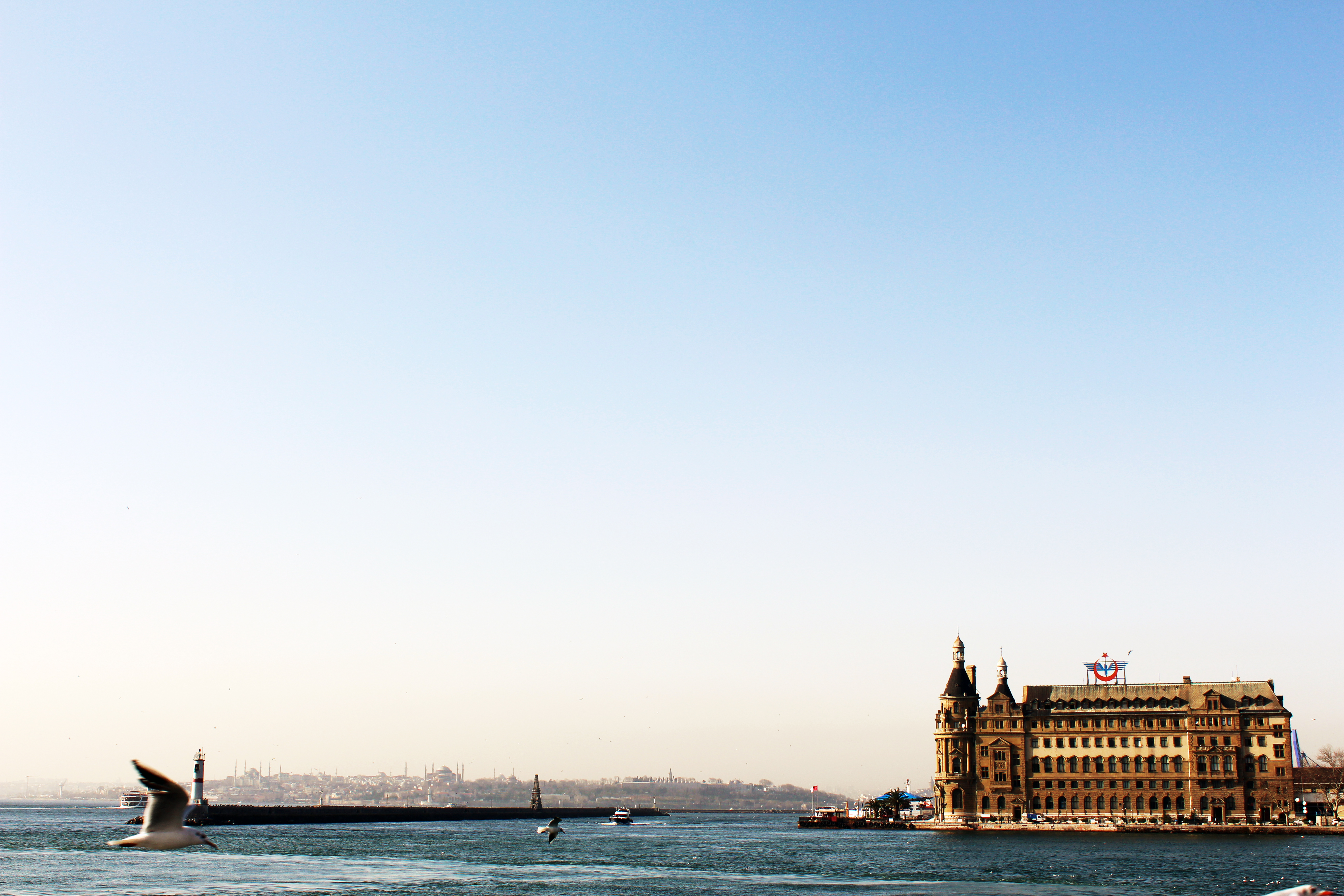
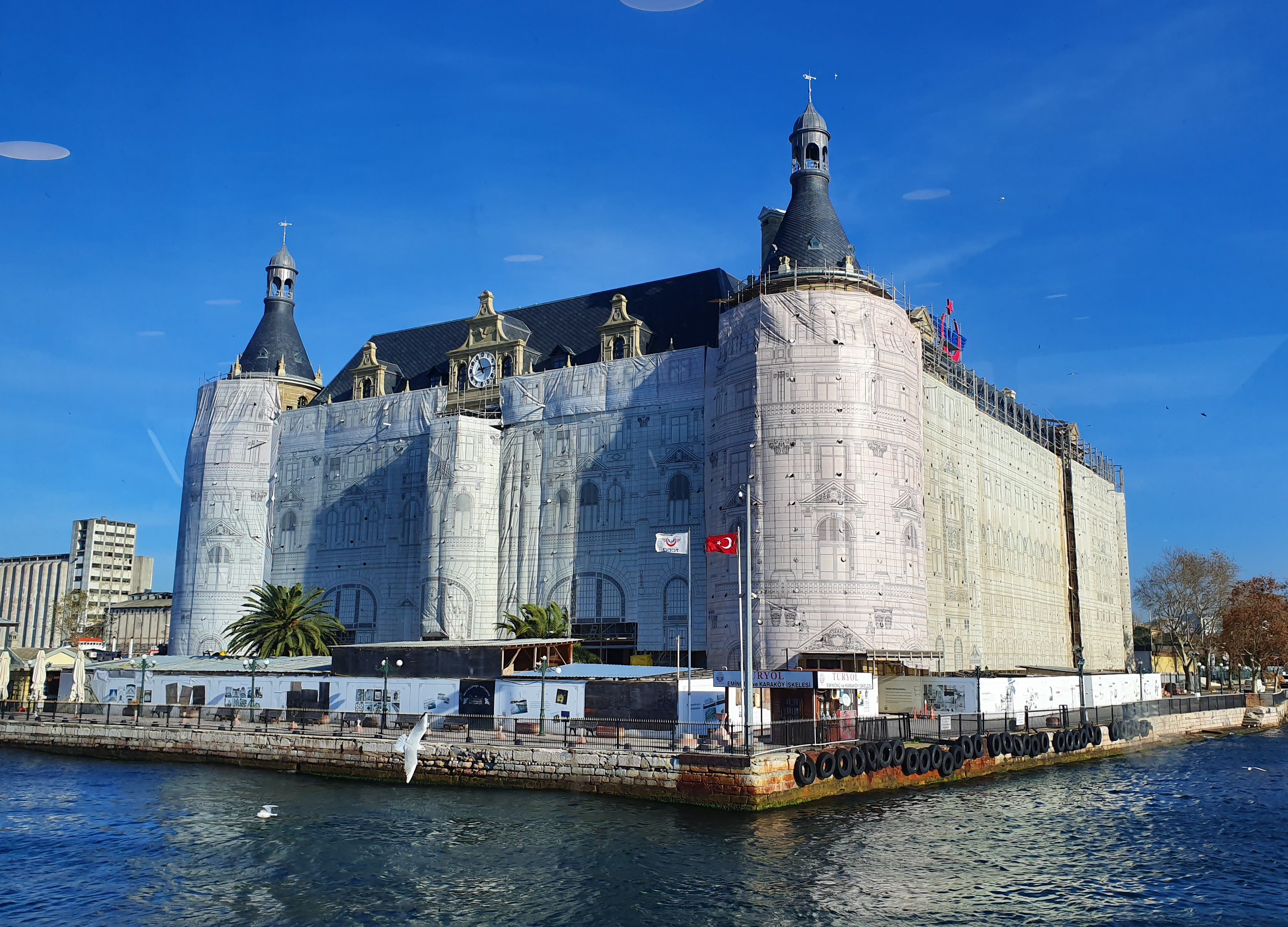